# Szabadválasztók Bajorországi Szövetsége
A Szabadválasztók Bajorországi Szövetsége (Landesverband Bayern der freien und unabhängigen Wählergemeinschaften e. V.) azaz a Szabad és független választói közösségek Bajorországi tartományi szövetsége egy egyesület, de egyben a Német Szövetségi Köztársaság Szabadválasztók Pártjának a Bajorországi tagszervezete. Politikailag nem ideológiai alapokon álló pragmatikus nemzeti konzervatív pártnak definiálja magát. Választási programjában egyaránt megtalálhatók baloldalinak számító szociális követelések és erősen konzervatív elemek is.

## Ernyőszervezet
Bajorországban politikai életben a helyi közösségek érdekeinek képviseletére már az 1950-es évektől kezdve szerveződtek a politikai pártoktól független helyi csoportok. 1978-ban Armin Grein kezdeményezésére ezek a községi, városi és járási csoportok egy ernyőszervezetet hoztak létre a Szabad és független választói közösségek Bajorországi tartományi szövetségét röviden: Szabadválasztók (Freie Wähler) vagy FW. A szövetség célja a helyi célok és az ehhez szükséges stratégiák egyeztetése. Jelenleg mint ernyőszervezetnek a Szabadválasztók Bajorországi Szövetségének 870 önkormányzati, községi, városi és járási választói csoport a tagja. A tartományi szövetség tagja a Németországi Szabadválasztók Pártjanak.

## A párt
1990-ben az ernyőszervezet keretein belül határozat született, hogy a Szabadválasztók képviselői a kitűzött célok és az eredményesebb érdekegyeztetés céljából a Szabadválasztók képviselői vegyenek részt a tartományi parlament munkájában. Mivel a bajor választási törvény értelmében parlamenti választásokon kizárólag politikai pártok vehetnek részt 2011-ben A bajorországi Szabadválasztók Szövetsége belépett a Szabadválasztók Németországi Pártjába.